# Kanton Nanterre-1
Kanton Nanterre-1 is een kanton van het Franse departement Hauts-de-Seine. Het werd opgericht bij decreet van 24 februari 2014, met uitwerking in maart 2015.

Kanton Nanterre-1 maakt deel uit van het arrondissement Nanterre en telt 64.552 inwoners in 2017. 

## Gemeenten
Het kanton Nanterre-1 omvat enkel het noordelijk en westelijk deel van de gemeente:
- Nanterre